# Château du Grand-Geroldseck
Ne doit pas être confondu avec Château du Petit-Geroldseck ou Château de Geroldseck.
Le château du Grand-Geroldseck est un château fort médiéval en ruine situé dans la commune française de Haegen, dans le département du Bas-Rhin. Il fait l’objet d’un classement au titre des monuments historiques depuis décembre 1898.

## Localisation
Depuis Saverne, prendre la D 171 jusqu'au parking du Haut-Barr, puis un sentier balisé de la croix de Saint-André rouge.

## Historique

Blason de la famille de Geroldseck

Il s'agit d'un des plus anciens châteaux du massif des Vosges, fondé au début du XIIe siècle par les sires de Geroldseck, avoués de l'abbaye de Marmoutier, pour assurer la protection de ses territoires. Il constitue un bel ensemble de demeure seigneuriale. Édifié sur une plate-forme, il combine les fonctions d'habitation et de défense. Il a été fortement remanié aux XIIIe, XIVe et XVe siècles.
En 1285, Alice de Louppy-le-Château se trouvait à Chauvency-le-Château lors des fêtes du tournoi, décrites par le trouvère Jacques Bretel. Elle fut l'épouse de Waleran de Geroldseck, tué en 1289 avec Emich de Linange, dans la Forêt Noire.

## Description

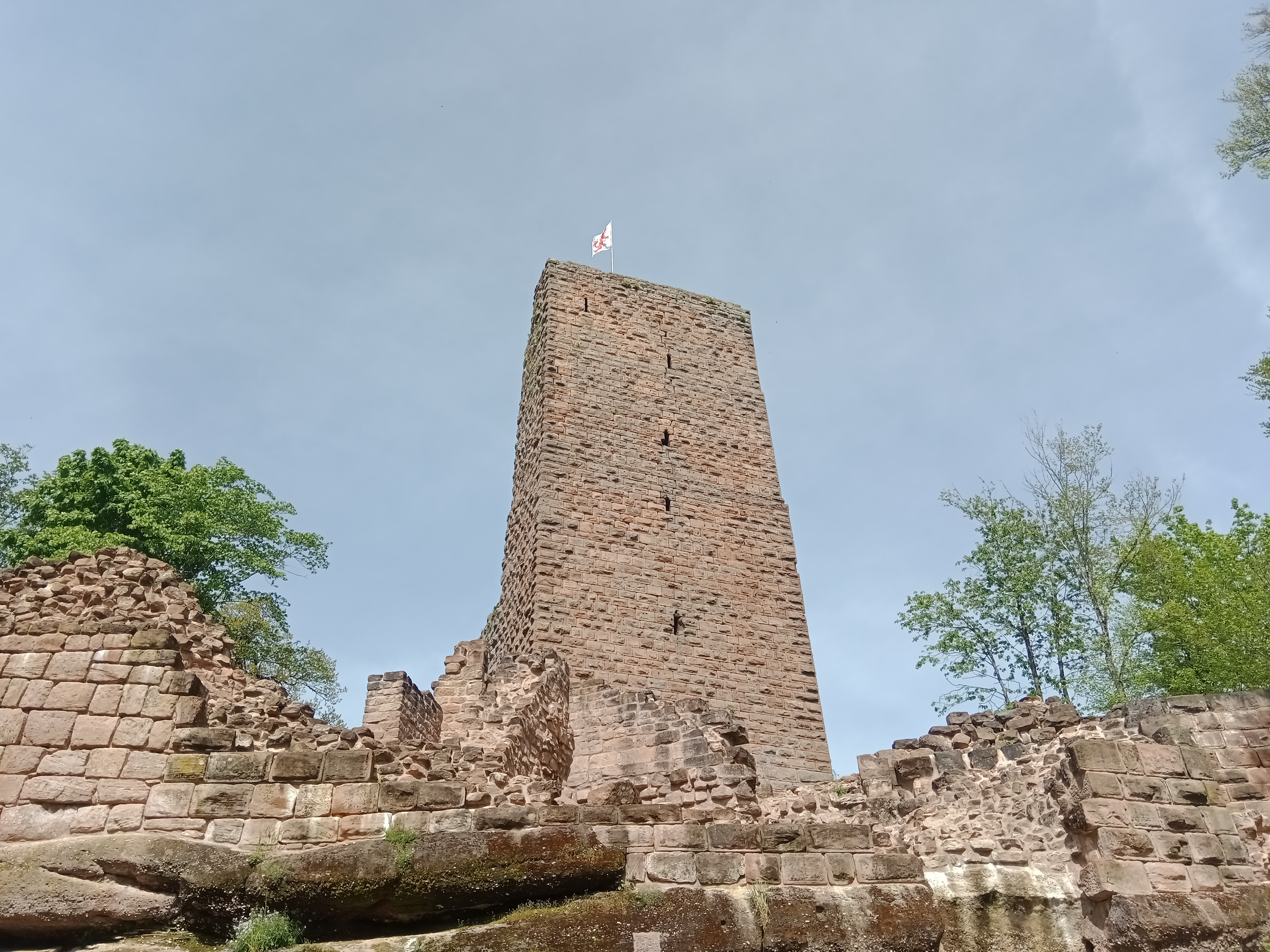
Le donjon du château.

Le donjon carré, isolé dans l'enceinte, en pierres à bossage avec des murs de trois mètres d'épaisseur, les caves du grand logis seigneurial et la barbacane sont encore visibles.
La tour maîtresse est datée des environs de 1200 et a été bâtie après ; les parties les plus anciennes du château étant datées du XIIe siècle.

## Représentations
Désiré Monnier (1788-1867), folkloriste et érudit franc-comtois, a réalisé un dessin du château du Grand Geroldseck lors de son voyage en région d'Alsace et au bord du Rhin le 22 octobre 1842. Ce dessin illustre l'album VII des 11 albums du folkloriste conservés à la Bibliothèque municipale de Besançon.

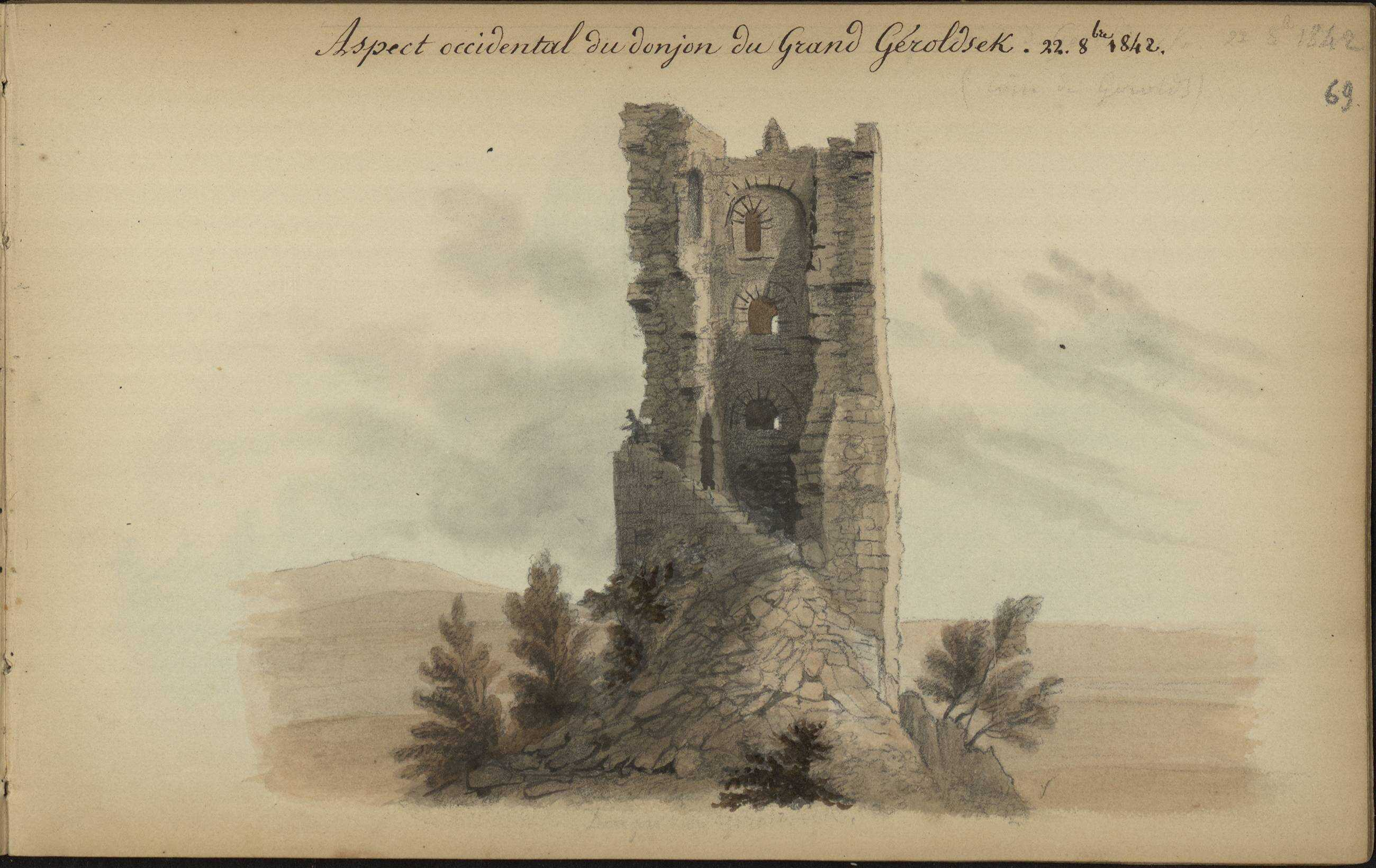
Désiré Monnier, Château du Grand Geroldseck, 22 octobre 1842, Bibliothèque municipale de Besançon, cote 346636, folio 81.